# 动视暴雪
動視暴雪（英語：Activision Blizzard, Inc.）是一家位於美國加利福尼亞州市的電子遊戲控股公司。此公司於2008年7月經由動視（子公司化後更名為动视发行公司）與威望迪遊戲（暴雪娛樂的母公司）兩間公司合併所創立。動視暴雪在纳斯达克交易所底下以ATVI的代號交易，且從2005年起（動視公司時期至2008年）至2023年為標準普爾500指數的組成股票之一。動視暴雪目前由五個單位組成：動視發行、暴雪娛樂、King、MLG（大聯盟遊戲）以及動視暴雪影業。
動視暴雪在動視發行的旗下擁有並經營眾多遊戲工作室，其中包含Treyarch、Infinity Ward和High Moon Studios。動視暴雪製作的重大包含《決勝時刻》、《袋狼大進擊》、《吉他英雄》、《東尼·霍克》、《原型兵器（Prototype）》、《寶貝龍（Spyro）》、《寶貝龍世界》、《魔獸世界》、《星海爭霸》、《暗黑破壞神》、《爐石戰記》、《暴雪英霸》、《鬥陣特攻》與《Candy Crush Saga》等。
動視暴雪的遊戲多次打破銷售紀錄。截至2018年3月，動視暴雪在收入與市場價值方面為歐美最大的遊戲公司。
2022年1月18日，微軟宣佈以687億美元收購動視暴雪，並於2023年10月13日收購完成，動視暴雪正式成為旗下微软游戏（Microsoft Gaming）的子公司，同時讓微軟成為繼騰訊遊戲和索尼互動娛樂之後的第三大遊戲公司。

## 歷史

至2011年以前所用的舊標誌。

有關動視之前的歷史，請參考動視條目。

### 2009年前：背景和組成

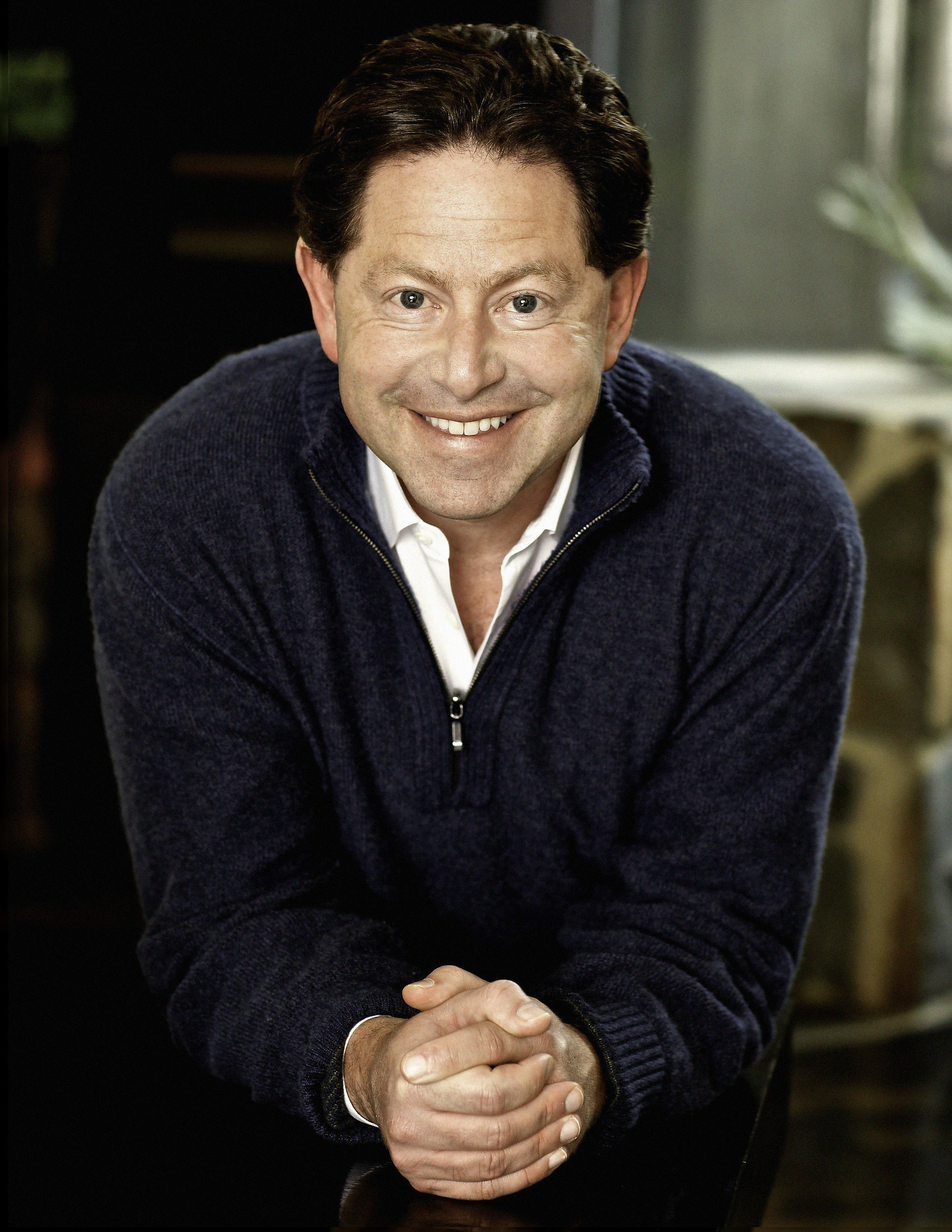
波比·科蒂克，自2008年動視暴雪成立以來一直擔任公司的執行長至2023年。

1991年，羅拔·「波比」·A·科蒂克（Robert "Bobby" A. Kotick）與一群投資人收購了經營不濟的（前身為動視，1988年改名）。科蒂克為了幫助公司擺脫債務進行了大規模的重組改變，將公司改回原名「動視」（Activision），並遷移到加州聖塔莫尼卡。1997年，科蒂克使公司再次回歸營利，然後用接下來十年的時間收購約25間遊戲工作室，擴張動視旗下的產品，並造就了不少成功的遊戲系列，包含《東尼·霍克》、《決勝時刻》和《吉他英雄》等。2006年左右，大型多人線上遊戲（MMO）漸漸變得熱門。MMO遊戲能為發行商持續提供長久的收入，不像傳統遊戲只能獲得一次性的收入，因此被視為更具價值的投資。當時動視旗下沒有MMO遊戲，也沒有能夠快速開發MMO的工作室。不只如此，當時動視也正面臨EA等堅強的競爭者，以及主打遊戲系列銷售逐漸下降的窘境。
2006年左右，科蒂克聯絡法國媒體集團维旺迪的執行長讓-貝爾納·利維（Jean-Bernard Lévy）。當時威望迪旗下有一間遊戲控股公司—维旺迪游戏。威望迪遊戲內主要有兩間遊戲工作室：雪樂山娛樂和暴雪娛樂。科蒂克當時想要取得暴雪的MMO遊戲《魔獸世界》，並向利維提出了收購的提議。但利維則提出他願意將威望迪與動視合併，前提是威望迪擁有對公司的主掌權。根據親近科蒂克的人所說，科蒂克當時擔心這個提案會讓他失去對動視的控制。但是在與暴雪娛樂執行長麥可·莫懷米對談後， 科蒂克意識到威望迪能為他們向持續成長的中國遊戲市場鋪路。
科蒂克向動視董事會提出合併案提議，董事會於2007年12月同意該提議。合併後的新公司命名為動視暴雪（Activision Blizzard），並且將總部保留於加州的原址。動視的科蒂克被任為新總裁與首席执行官，而威望迪的勒內·彭尼森（René Penisson）則被任命為董事長。歐盟執行委員會認為合併案並沒有違反歐盟企業合併法，批准合併案於2008年4月執行（英語：European Union merger law）。2008年7月8日，動視公布其股東已同意合併，合併案在隔日以估計189億美元成交。
威望迪此時是公司的主要股東，擁有52%的股份。剩餘的股份則由其他機構與私人投資者擁有，並開放於那斯達克交易所以買賣，股票代號ATVID，後來改為ATVI。之後，讓-貝爾納·利維取代勒內·彭尼森成為動視暴雪新任董事長。暴雪於合併後仍保留公司的領導職位與自主權，而威望迪遊戲旗下的其他遊戲部門則停止營運，其中包括雪樂山。隨著公司合併，科蒂克發聲明指如果雪樂山原有作品沒有達到動視的要求，公司「不太有可能會保留」，某些被放棄的遊戲最後交由其他工作室發行，包括《魔鬼剋星》、《惡黑搖滾》、《超世紀戰警：黑暗雅典娜》以及《五角大帝：英雄本色》。動視保留了幾款雪樂山的遊戲，像是《袋狼大進擊》、《寶貝龍》和《虐殺原形》。

### 2009年至2012年：新遊戲與銷售紀錄
動視的遊戲發行工作皆由其子公司動視發行（Activision Publishing）負責，而非以動視暴雪（Activision Blizzard）名義。2010年，動視暴雪與獨立工作室Bungie簽下長達十年的發行合約。截至2010年，動視暴雪是當時全世界最大的遊戲發行公司。2011年動視暴雪發行的《決勝時刻：現代戰爭3》在美國與英國首天銷售總收入就高達4億美元，創下當時最高的娛樂銷售紀錄。也是《決勝時刻》系列連續第三年打破紀錄；2010年的《決勝時刻：黑色行動》於第一天收入3.6億美元；2009年的《決勝時刻：現代戰爭2》則收入3.1億美元。《決勝時刻：黑色行動3》也於2015年銷售周末期間收入5.5億美元，創下當年最高的娛樂銷售紀錄。
2011年，動視暴雪推出了《寶貝龍世界》系列，當時的新聞媒體認可動視暴雪發明並推展玩具連動類遊戲的創新之舉。系列第一作《Skylanders: Spyro's Adventure》於2011年國際玩具業協會（Toy Industry Association）獲提名兩樣獎項：「年度遊戲獎」與「年度創新玩具獎」。《Skylanders: Spyro's Adventure》與其續作接著在各大主機平台與PC平台上推出，其中也有許多在手機平台上推出。

### 2013年至2014年：與威望迪分離與成長

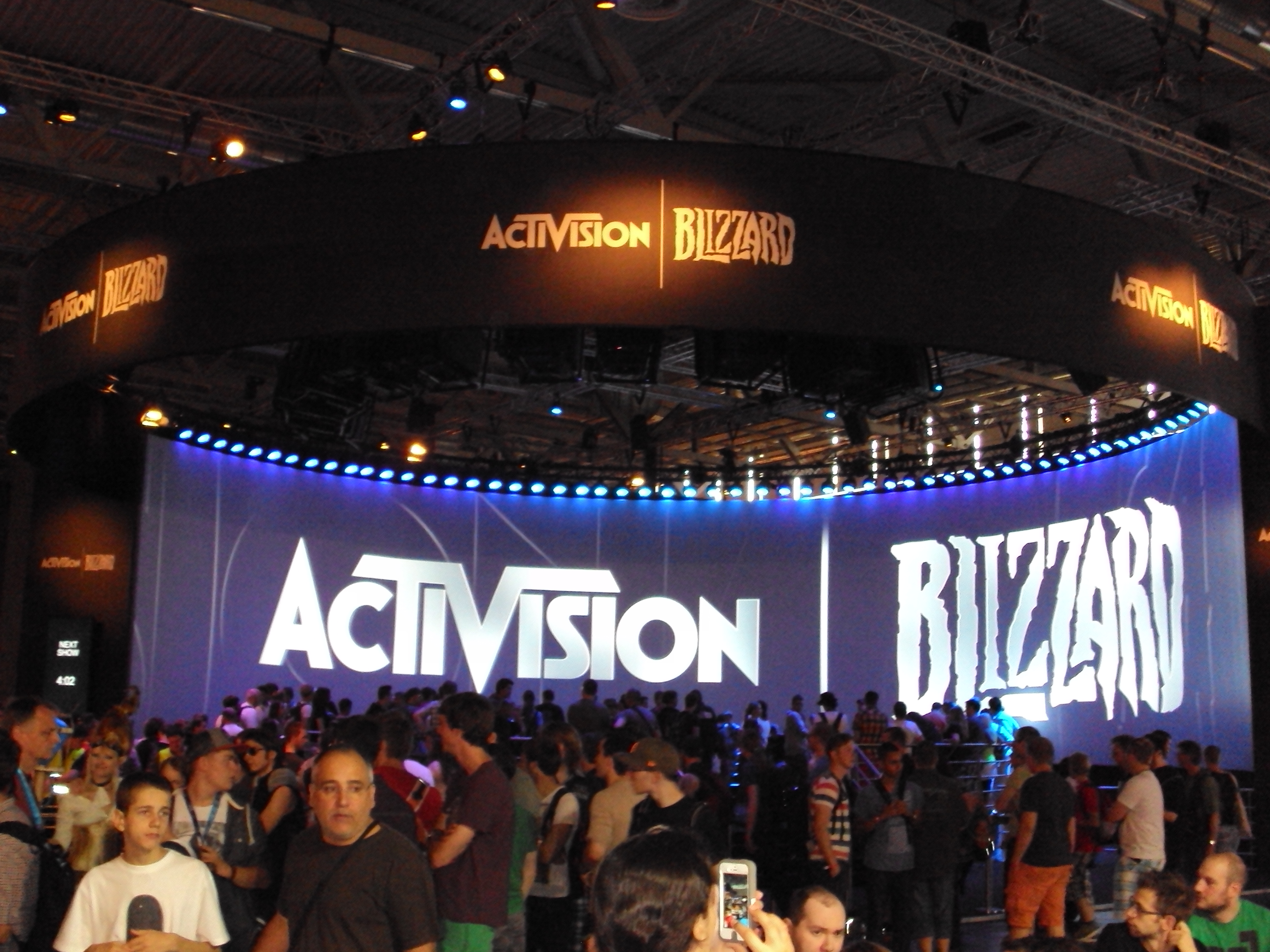
動視暴雪於Gamescom 2013展示2013年的遊戲作品，像是決勝時刻：魅影與Skylanders: Swap Force。

2013年7月25日，動視暴雪宣布以58.3億美元向其擁有者威望迪購買4.29億股，使威望迪的持有股份百分比於9月成交後，從原本的63%掉到11.8%。交易完成後，威望迪不再是動視暴雪的母公司，而動視暴雪則因其大多股份被公開持有，而成為一間獨立的公司。波比·科蒂克與白賴仁·凱利保有共24.4%的公司股份。並且，科蒂克保留其總裁與執行長的職位，而白賴仁·凱利則為新董事長。2013年10月12日，在德拉瓦州最高法院同意不久後，動視暴雪照著計劃完成了買回。威望迪隨後於2014年5月22日賣出其剩餘股份的一半，使擁有權降低至5.8%。並在兩年後完全脫離動視暴雪。
2014年9月9日，動視暴雪釋出全新遊戲《天命》。該作在銷售當日銷售額超過5億美元，打破全新遊戲系列作首日銷售紀錄。動視暴雪推出《決勝時刻：魅影》，其編劇為影視編劇史蒂芬·加漢，他曾為（兼任導演）、《圍城13天：阿拉莫戰役》、等電影編寫劇本。發售當日，該遊戲在零售商店賣出10億美元的驚人銷售額。2014年，動視暴雪成為全球收入第五高的遊戲公司，總資產共147.46億美元，並擁有共75.13億美元的資產淨值。

### 2015年至2021年：標普500與新部門
動視暴雪於2015年8月28日獲納入标准普尔500指数成份股，成為其中與電子遊戲有關的兩間公司之一，另一間則是其競爭對手EA。9月推出《寶貝龍》系列續作，為玩具連動類遊戲領域加入了載具要素。9月15日，動視與Bungie推出《天命》的全新章節—《天命：復仇之王》。兩天後，索尼宣布該作打破PlayStation平台銷售當日下載量紀錄，包含總玩家數和同時上線人數。
動視暴雪在11月以59億美元收購遊戲公司King，也就是休閒遊戲《Candy Crush Saga》的製作者。
同月，動視暴雪宣布組成動視暴雪影業，一間專門生產動視暴雪旗下遊戲相關影視作品的製片公司，並由製作人史黛西·舒爾（作品包括、世貿中心、等）與前迪士尼高層尼克·范戴克（Nick van Dyk）共同領導。
2017年6月，動視暴雪打進財富美國500強，成為繼雅達利和EA後，第三間被列入該榜的遊戲公司。
科蒂克在2019年2月時舉行的2018財政年度股東會議中表示，雖然公司的年度營收打破紀錄，他們還是會開除接近755名員工，佔公司非管理階層員工約8%。他指「將不再以沒有達到期望的人員為主要考量，並減少全公司特定幾樣非開發與管理相關的支出」。科蒂克聲明他們將把更多資源投入於開發團隊，並專注於發展電子競技、Battle.net服務和《Candy Crush Saga》、《決勝時刻》、《鬥陣特攻》、《魔獸》、《暗黑破壞神》、《爐石戰記》這些主打遊戲。在這之前，動視暴雪與Bungie同意取消《天命2》的發行合約，因為該作的收入不如預期，而Bungie則保留對《天命》的掌控權。這決定使動視暴雪在其2018年度財務報表中加入1.64億美元的收入。
丹尼爾·亞雷格里（Daniel Alegre）於2020年4月7日取代柯迪·約翰遜（Coddy Johnson）成為動視暴雪的新任總裁，約翰遜調遷至一個特殊的顧問職位。
2020年第二季度期間，世界各地因應COVID-19疫情而推出封鎖措施，帶動線上遊戲需求增長，動視暴雪於數位方面的營利達到14.4億美元。2021年1月時，受惠於上述原因，動視暴雪的預估市值達720億美元。
沙烏地阿拉伯公共投資基金於2021年2月買入動視暴雪1,490萬股，價值14億美元。
動視暴雪於2021年4月宣布科蒂克將繼續保留其執行長職位到2023年12月，並同意減薪50%，即875,000美元。但他還是保留獎金收入的權利，即使他同意將目標獎金降低50%，根據公司的表現，他仍有可能得到高達他薪資兩倍的獎金。

### 2022年至今：微软收购
2022年1月18日，微軟宣布将以每股95美元，总价值约687亿美元现金收購动视暴雪，於2023年內完成，微软将获得许多动视暴雪IP的所有权，包括《魔獸世界》、《魔獸爭霸》、《星海爭霸》、《暗黑破壞神》、《鬥陣特攻》、《爐石戰記》、《決勝時刻》、《原型兵器 Prototype》、《東尼·霍克系列》、《吉他英雄》、《寶貝龍 Spyro》系列、《古惑狼》和《Candy Crush Saga》等。同年4月，动视暴雪的股东同意了该收购提案。宣布收购后，美国联邦贸易委员会、欧盟委员会下属相关机构、英国竞争与市场管理局、日本公平交易委員會等各地机构均对该收购展开了反垄断调查。
2023年3月，日本公平交易委員會同意了微软收购动视暴雪的交易申请。4月，英国竞争和市场管理局宣布不通过该收购，称该收购会对未来云游戏市场造成垄断。而同年5月，欧盟委员会批准了该收购。中国国家市场监督管理总局于5月18日批准了该收购。韩国公平交易委员会也在审查后于5月30日批准了该收购。7月，美国联邦贸易委员会的阻止被法院驳回。10月13日，英国竞争和市场管理局宣布批准微软对动视暴雪的收购，其之前认为该收购带来的云游戏垄断可能性，由于微软确认将动视暴雪未来的云游戏服务交给第三方育碧运营，最终获得英国方面的认可。微软总裁Brad Smith也发文表示：“我们感谢CMA今天的彻底审查和决定。我们现在已经跨越了最终的监管障碍，完成了此次收购，我们相信这将使全球玩家和游戏行业受益。”同日，微软正式宣布完成对动视暴雪的收购。
2023年12月29日，科蒂克正式離任執行長職務並離開公司。
2024年1月，微软宣布对Xbox、动视暴雪以及ZeniMax Media进行裁员，涉及约1900人，而动视暴雪的解雇人数将占其大多数。

## 企業結構
截至2018年2月，動視暴雪分為以下三大業務區分：
- 動視發行（Activision Publishing），負責開發、生產並發行旗下子工作室的遊戲產品。
- 暴雪娛樂（Blizzard Entertainment），負責開發、生產並發行暴雪旗下遊戲。同時負責公司的電子競技活動，包含大聯盟遊戲（MLG）和鬥陣特攻電競聯賽。
- King，負責開發並發行旗下的手機遊戲。

動視暴雪內另有兩個非報告部門：動視暴雪影業（Activision Blizzard Studios）掌管以公司產品為主題的影視娛樂製作。動視暴雪發行（Activision Blizzard Distribution）則為動視暴雪在歐洲的產品發行提供物流支援。

## 法律糾紛

### 職場行為案
2021年7月20日，加州公平就業與住房部（英語：California Department of Fair Employment and Housing）在經過約兩年的調查後，向法院就該公司內部長年存在的性別歧視及性騷擾問題提起訴訟。指控相關細節提及公司對女性員工有不當行為，與公司內有「兄弟會文化」（英語：'frat boy' culture）。管理階層原先否認相關指控，導致員工批判管理階層對待此事態度隨便。即使波比·科蒂克在對員工發表的公開信內表示管理層原先反應不當，並會進一步處理相關事件後，員工們仍針對公司的應對態度與行動開始進行罷工抗議。該案成為遊戲開發產業內的重大爭論議題，涉及＃MeToo運動，與缺少工會保護員工的問題等要點。

## 相关條目
- 電子遊戲發行商列表